# جان ديكلار
جان ديكلار (بالفرنسية: Jan Decleir)‏ (نيل, 14 فيفري 1946) ممثل تلفزي وسينيمائي بلجيكي.

## من أفلامه
- 1982، ليلة كاملة

## روابط خارجية
- جان ديكلار على موقع IMDb (الإنجليزية)
- جان ديكلار على موقع ألو سيني (الفرنسية)
- جان ديكلار على موقع ميوزك برينز (الإنجليزية)
- جان ديكلار على موقع أول موفي (الإنجليزية)
- جان ديكلار على موقع قاعدة بيانات الأفلام السويدية (السويدية)
- جان ديكلار على موقع ديسكوغز (الإنجليزية)
- جان ديكلار على موقع قاعدة بيانات الفيلم (الإنجليزية)
- جان ديكلار على موقع كينوبويسك (الروسية)